# Molophilus (Austromolophilus) aplectus
Molophilus (Austromolophilus) aplectus is een tweevleugelige uit de familie steltmuggen (Limoniidae). De soort komt voor in het Australaziatisch gebied.